# Johan Conrad Amman
Johan Conrad Amman (1669 – 1724) was een arts en bekend om het introduceren van spraakles voor doven en zijn boek in het "De sprekende dove", in Latijns uitgegeven in 1692; en in 1694 vertaald naar het Engels.

## Geschiedenis
Na een studie medicijnen te Basel promoveerde hij op zijn achttiende (1687) op het onderwerp longontsteking en ondernam hij een reis door Europa. Uiteindelijk vestigde hij zich aan de Prinsengracht in Amsterdam in 1690 als arts en trouwde met een Hollandse, Franciscus van Helmont. Deze vrouw had in 1667 een verhandeling geschreven die stelde dat doven konden leren spreken met behulp van het Hebreeuws, volgens haar de 'oertaal'. Amman werkte op basis hiervan een systeem uit, waarmee doven hun stem konden leren gebruiken, met publicatie van Surdus loquens (de sprekende dove) in 1697 als resultaat. De volledige titel van dit werk was 'de Doove Sprekende. Dat is Wiskundigste Beschrijvinge op wat wijse men Doof-geborende sal konnen leeren spreken. Alles op onweerleggelyke Gronden, en d'Ervarenheid steunende'. In het boek concludeerde Amman dat doven niet horend gemaakt konden worden maar hun stem wel konden gaan gebruiken. Die mogelijkheid tot spraak zag hij als ´een van de kostbaarste gaven van God´, het was daarom voor Amman erg belangrijk dat de doven zo goed mogelijk hun stem leerde gebruiken.
Naast zijn werk als arts gaf hij ook (spraak)les aan dove kinderen; dit en de publicatie van zijn boek maakte hem dusdanig beroemd dat zelfs tsaar Peter hem bezocht tijdens zijn verblijf in Holland.
Zijn laatste jaren sleet hij op een landgoed bij Warmond.

## Vernoemingen
De in Rotterdam opgerichte Koninklijke Amman Stichting (1853) is naar hem vernoemd evenals de naar Ammanstraat omgedoopte Nieuwe Kerkstraat (1942) en het Ammanplein, waar de school is gesitueerd. Ook de Amsterdamse basisschool voor doven de J.C. Ammanschool (1928) en de Dordtse Ammanschool voor slechthorende kinderen zijn naar hem vernoemd.
In Amsterdam-Osdorp was er voorheen het Johan Ammanhof, en tegenwoordig het Johan Ammanplein.